# Hemiphyllodactylus aurantiacus
Hemiphyllodactylus aurantiacus är en ödleart som beskrevs av  Richard Henry Beddome 1870. Hemiphyllodactylus aurantiacus ingår i släktet Hemiphyllodactylus och familjen geckoödlor. IUCN kategoriserar arten globalt som livskraftig. Inga underarter finns listade i Catalogue of Life.